# Paulo Fábio Pérsico
Paulo Fábio Pérsico (em latim: Paullus Fabius Persicus) foi um senador romano da gente Fábia eleito cônsul em 34 com Lúcio Vitélio. Era filho de Paulo Fábio Máximo com Márcia, uma prima materna de Augusto (ela era filha de uma irmã de Ácia, mãe dele, com Lúcio Márcio Filipo) e sobrinha-neta de Júlio César. Fábia Numantina era sua prima ou sua irmã.

## Nascimento e nome
Acredita-se que Fábio Pérsico nasceu entre 2 e 1 a.C. e que seu cognome — assim como o prenome ("Paulo") que ele herdou do pai — lhe foi dado para alardear sua descendência patrilinear direta de Lúcio Emílio Paulo Macedônico, que derrotou o último rei da Macedônia, Perseu, em 146 a.C.
Segundo Sêneca, Pérsico era uma pessoa particularmente má que devia sua carreira mais aos seus ancestrais do que aos seus próprios méritos.

## Vida e carreira
A primeira aparição de Pérsico nos registros se deu em junho de 15, quando ele foi admitido entre os irmãos arvais no lugar de seu pai recém-falecido. Por volta da mesma época, ele foi também admitido nos colégios dos pontífices e dos sodais augustais. Logo depois, Pérsico foi questor de Tibério e pretor, mas nada se sabe sobre os fatos destes mandatos. Seu próximo posto foi em 34, quando se tornou cônsul com Lúcio Vitélio, o pai do futuro imperador Vitélio.
Depois do consulado, Pérsico foi nomeado procônsul da Ásia (c. 44). Um édito escrito por ele durante seu mandato ainda existe.
Aparentemente morreu em algum momento durante o reinado de Cláudio.